# Alfred Felix Landon Beeston
Alfred Felix Landon Beeston (* 23. Februar 1911 in Barnes; † 29. September 1995 in Oxford) war ein britischer Orientalist. Er wurde hauptsächlich durch seine Forschungen zur arabischen Sprache und Literatur sowie zur altsüdarabischen Philologie bekannt.

## Leben
Beeston wurde in Barnes im Südwesten Londons geboren und besuchte die Westminster School. Schon im Alter von 14 Jahren war er von im British Museum ausgestellten altsüdarabischen Inschriften fasziniert und beschäftigte sich daher schon als Schüler mit dem Arabischen. Ab 1929 besuchte er die Oxforder Christ Church; 1933 erhielt er einen ersten Preis im Arabischen und Persischen. 1935 nahm er während seiner Promotion über mehrere sabäische Inschriften eine Stelle in der Bodleian Library an und stellte seine Dissertation 1937 fertig.
Von November 1940 bis April 1946 diente er im Intelligence Corps in Palästina. 1957 wurde er Professor für Arabisch in Oxford, bis er 1979 pensioniert wurde.
Beeston wurde als semitischer Philologe vor allem wegen seiner Forschungen und Werke zum Altsüdarabischen bekannt, zu dem er zwei Grammatiken und zahlreiche Aufsätze und andere Bände publizierte. Auch zum Arabischen publizierte er mehrere wichtige Bücher. Daneben arbeitete er auch an einem Katalog orientalischer Handschriften in der Bodleian Library mit. Neben alten und modernen orientalischen Sprachen beherrschte Beeston auch zahlreiche weitere Sprachen von europäischen Sprachen wie Walisisch und Ungarisch bis zu exotischen Idiomen wie dem Chinesischen.
1965 wählte ihn die British Academy zu ihrem Mitglied.

## Wichtige Werke
- Sabaean Inscriptions, Oxford 1937
- Catalogue of the Persian, Turkish, Hindustani and Pushtu Manuscripts in the Bodleian Library. Part III. Additional Persian Manuscripts, Oxford University Press, 1955.
- A Descriptive Grammar of Epigraphic South Arabian, Luzac, London 1962.
- Written Arabic, an Approach to the Basic Structures, Cambridge University Press, 1968.
- The Arabic Language Today, Coll. Modern Languages, Hutchinson, London 1970.
- The Epistle on Singing-Girls of Jahiú, Aris and Phillips, Warminster 1980.
- Sabaic Dictionary (English-French-Arabic) / Dictionnaire sabéen (anglais-français-arabe) / al-Mu'gam as-saba'i (bi-l-ingliziyya wa-l-firansiyya wa l-ʿarabiyya), Publication of the University of Sanaa, YAR, Louvain-la-Neuve (Editions Peeters) et Beyrouth (Librairie du Liban), gemeinsam mit Mahmud al-Ghul, Walter W. Müller und Jacques Ryckmans, 1982.
- Muchtarat min an-nuq‚• al-yamaniyya al-qadima, T‚nis (al-Munaúúama al-'arabiyya li-t-Tarbiya wa-aû-ùaqafa wa-al-'Ul‚m), gemeinsam mit Muhammad Bafaqih, Christian Robin und Mahm‚d al-•‚l. 1985.